# Stazione di Akashi
La stazione di Akashi (明石駅?, Akashi-eki) è una delle stazioni della città di Akashi, nella prefettura di Hyōgo. È gestita da JR West e viene servita dalla linea JR Kōbe (facente parte della linea principale Sanyō). Nei pressi della stazione si trova quella di Sanyō-Himeji delle Ferrovie Elettriche Sanyō.

## Linee

### Treni
- JR West
  - Linea principale Sanyō
  - Linea JR Kōbe
  - Sanyō Shinkansen

## Caratteristiche
La stazione ha due banchine a isola con quattro binari.
| 1 | ■ Linea JR Kōbe |  | Treni locali per Nishi-Akashi e Himeji |
| 2 | ■ Linea JR Kōbe |  | Treni locali e rapidi per Sannomiya, Amagasaki, Ōsaka e Kyoto |
| 3 | ■ Linea JR Kōbe |  | Treni rapidi speciali e parte dei locali per Nishi-Akashi e Himeji Espresso Limitato Super Hakuto per Chizu, Tottori e Kurayoshi Espresso Limitato Hamakaze per Kinosaki Onsen, Kasumi e Hamasaka |
| 3 | ■ Linea JR Kōbe |  | Espressi Limitati, rapidi speciali e rapidi per Sannomiya, Amagasaki e Osaka. |

## Stazioni adiacenti
| «             | Servizio                    | »             |
| Linea JR Kōbe | Linea JR Kōbe               | Linea JR Kōbe |
| ------------- | --------------------------- | ------------- |
| Asagiri       | Locale                      | Nishi-Akashi  |
| Maiko         | Rapido (Binari di transito) | Nishi-Akashi  |
| Hyōgo         | Rapido (Binari espressi)    | Nishi-Akashi  |
| Kōbe          | Rapido speciale             | Nishi-Akashi  |